# Хромазурол
Хромазурол C — химический индикатор, предназначенный для определения точки эквивалентности при комплексонометрическом, кислотно-основном титровании. Используется также для фотометрического определения Al, Be, Pd, Sc, Zr, Cu, Fe. Взаимодействие с Аl сопровождается резким переходом желтой окраски раствора (с максимумом поглощения при λ=430 нм) в фиолетово-синюю (с максимумом поглощения при λ=545 нм) при рН 5,3-6,1, предел обнаружения 0,006 мкг/мл.